# Carole Wells
Carole Maureen Wells (Shreveport, 31 augustus 1942) is een Amerikaanse actrice, operazangeres, producer en auteur.

## Biografie
Wells werd geboren op 31 augustus 1942 in Shreveport (Louisiana) als vierde van zes kinderen.  Haar vader was dokter, ze heeft twee broers en drie zussen. Ze studeerde af aan de Hollywood High School, waar ze een studiegenote was van actrice Linda Evans.
Ze maakte haar acteerdebuut op 12-jarige leeftijd in een klein theater in Burbank (Californië). In de jaren zestig volgde ze operalessen en breidde haar repertoire uit naar muziektheater, waarbij ze optrad in muzikale producties van The Sound of Music, Call Me Madam, Wildcat en State Fair.
Wells had een hoofdrol in de televisieseries National Velvet en Pistols 'n' Petticoats. Verder speelde ze gastrollen in onder andere Maverick, Fury, Laramie, Wagon Train, Leave It to Beaver,  Perry Mason, The Virginian, The Sixth Sense, Switch, McCLoud en Police Woman.
Ze verscheen ook in een handvol films, waaronder A Thunder of Drums, Come Blow Your Horn, The Lively Set, Zorro in the Court of England, The House of Seven Corpses, Funny Lady en The Cheap Detective.
Wells trouwde in juni 1963 met Edward Laurence Doheny IV, de achterkleinzoon van oliebaron Edward Laurence Doheny. Het paar kreeg twee zonen. Haar man overleed in februari 1973 op 30-jarige leeftijd aan een overdosis kalmeringsmiddelen, wat beschouwd werd als zelfmoord. In 1977 trouwde ze met Walter J. Karabian, een lid van de California State Assembly. Met hem kreeg ze zoon en een dochter. In 1984 eindigde hun huwelijk in een echtscheiding. Sinds oktober 2000 is ze getrouwd met Jerry Dean Vanier.

## Boeken
- (en) Wells, Carole (2012). Amberella: An Action Hero Adventure. AuthorHouse. ISBN 978-1-4634-3676-6.[9]
- (en) Wells, Carole (2018). Hijacked: An Eyewitness Account of Evil. MotherBird Productions. ISBN 978-1-7324-9090-1.